# 神明の森みつ池
神明の森みつ池（しんめいのもりみついけ）とは東京都世田谷区成城4丁目にある緑地である。
全体は成城みつ池緑地保全地区、事業主体は世田谷区。事業時期は1977年、事業規模は1.6ha。

## 概要

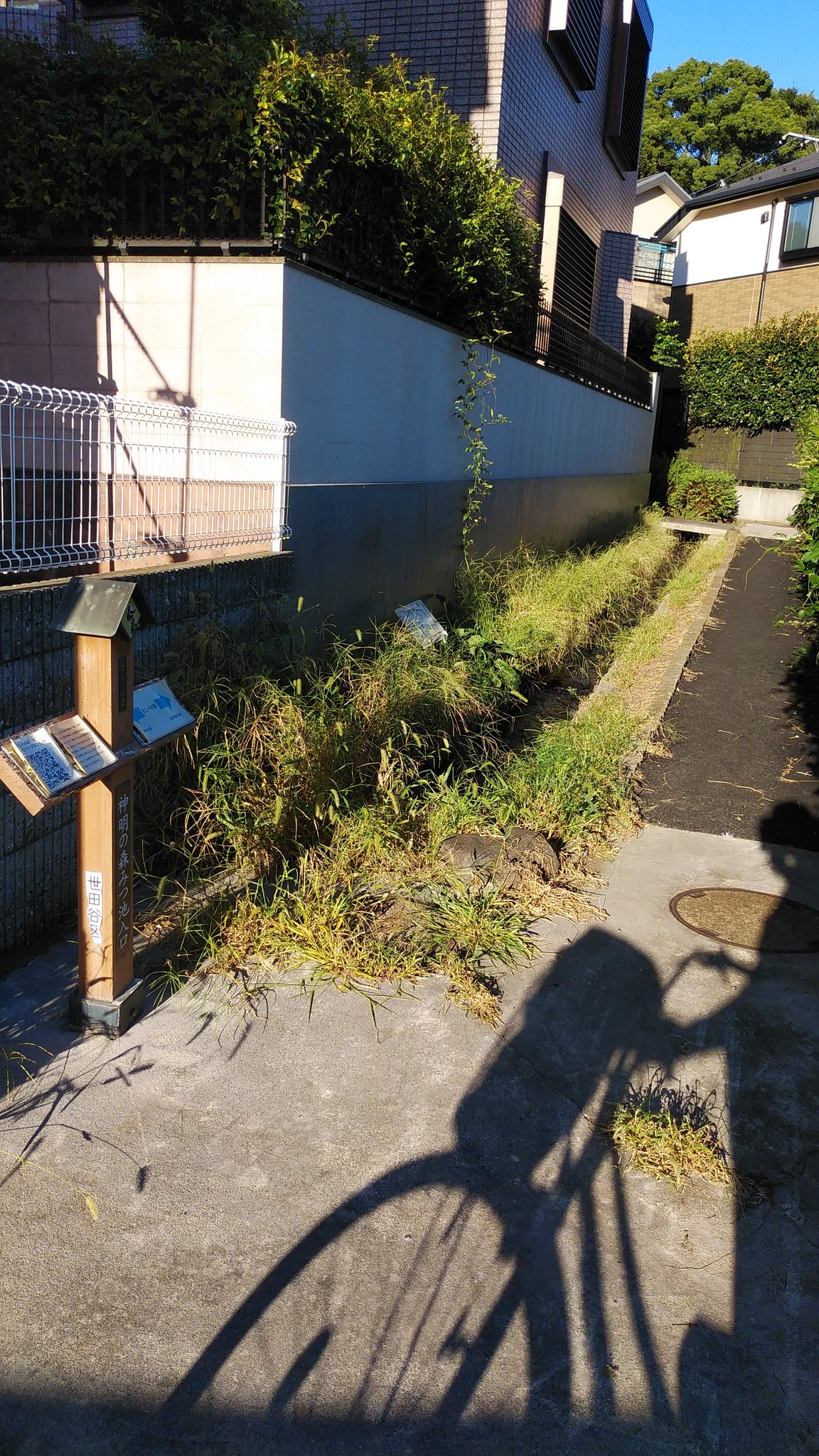
野川へ注ぐ遊歩道、きしべの路

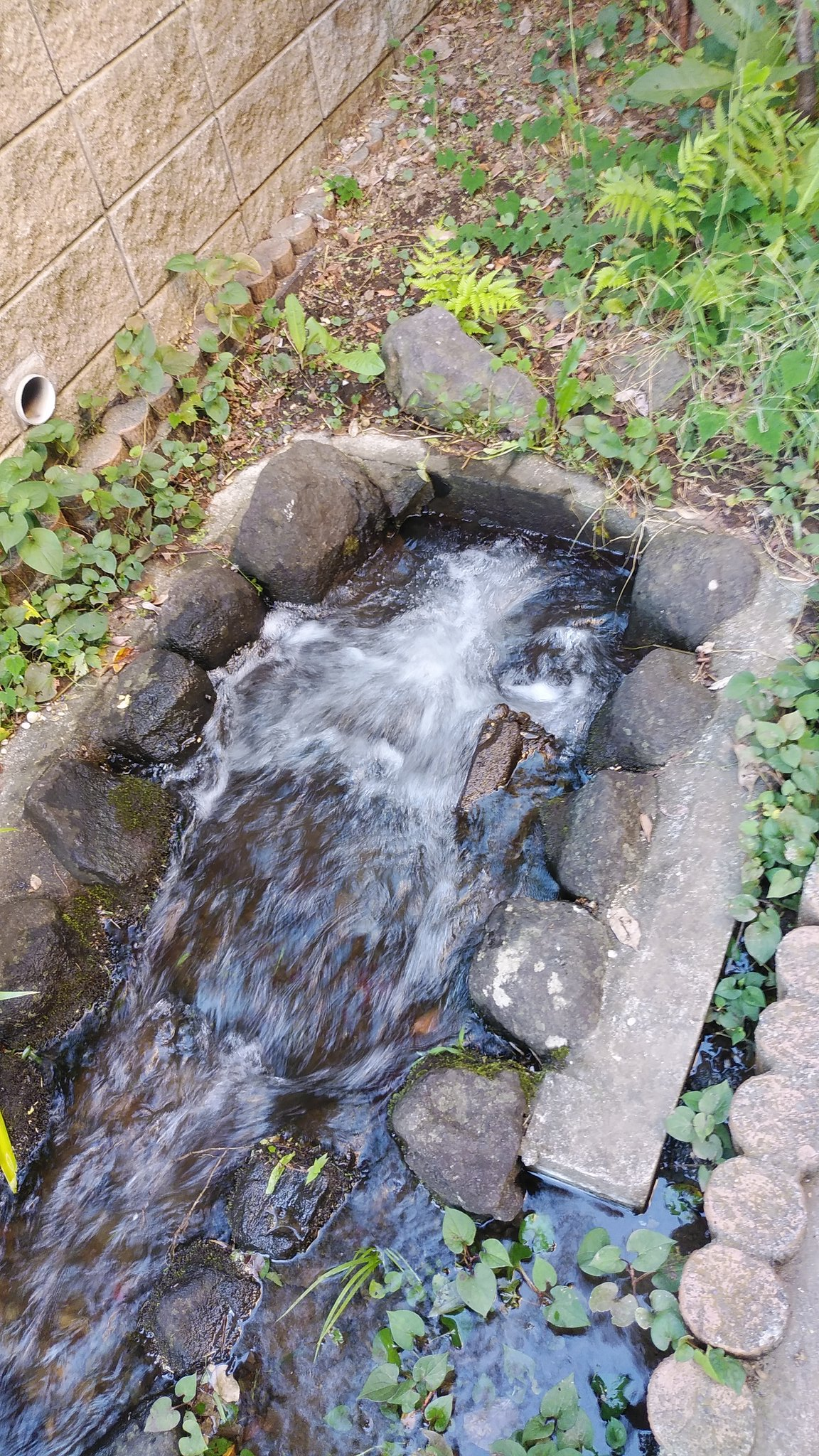
湧水吹き出し口

国分寺崖線上に位置し、湧水が4か所存在する。崖線のすそにある小渓谷の湧水地で、神明の森みつ池とも呼ばれるように水神の祠を祭った所である。この付近に人が住むようになったのは縄文時代からで、上神明遺跡と呼ばれる遺跡群がみられる森林は戦前から薪炭林として利用され、今もカタクリ等の草本が自生しており、ホタルの生息地としても知られる。世田谷区条例により特別保護地区にも指定され、雨水浸透観測地でもある。ここからの流水を野川に落とす溝が修景保全され水辺のリハビリがなされている。なお、この流水が流入する部分の野川では、蛇籠等により淵や瀬が造られ緑化護岸により植生の回復が図られている。花卉類も使用しているので、開花期にはにぎやかな川辺空間が出現する。
ハンノキやクマシデなどの落葉樹の天然林と、武蔵野の林を代表するクヌギやコナラなどの林が混じり合っている。東京都23区内では2か所しか自生していないゲンジボタルや、絶滅危惧種に指定されている動植物が数多く残る、貴重な自然保護区である。特別保護区となっており、開放時期は年数回の観察会に限られている。